# Region graniczny Dera Ismail Khan
Region graniczny Dera Ismail Khan (paszto: ډېره اسماعيل خان سرحدي سيمه) – region graniczny w zachodnim Pakistanie na obszarze Terytoriów Plemiennych Administrowanych Federalnie. W 1998 roku liczył 38 990 mieszkańców.